# Rue Jouye-Rouve
Pour les articles homonymes, voir Rouve.
La rue Jouye-Rouve est une rue située dans le 20e arrondissement de Paris, en France.

## Situation et accès
Cette rue débute rue de Belleville et se termine au croisement de la rue Julien-Lacroix où elle est prolongée par la rue Ramponeau.
Elle rencontre les voies suivantes :
- la rue Lesage ;
- la rue de la Ferme-de-Savy.

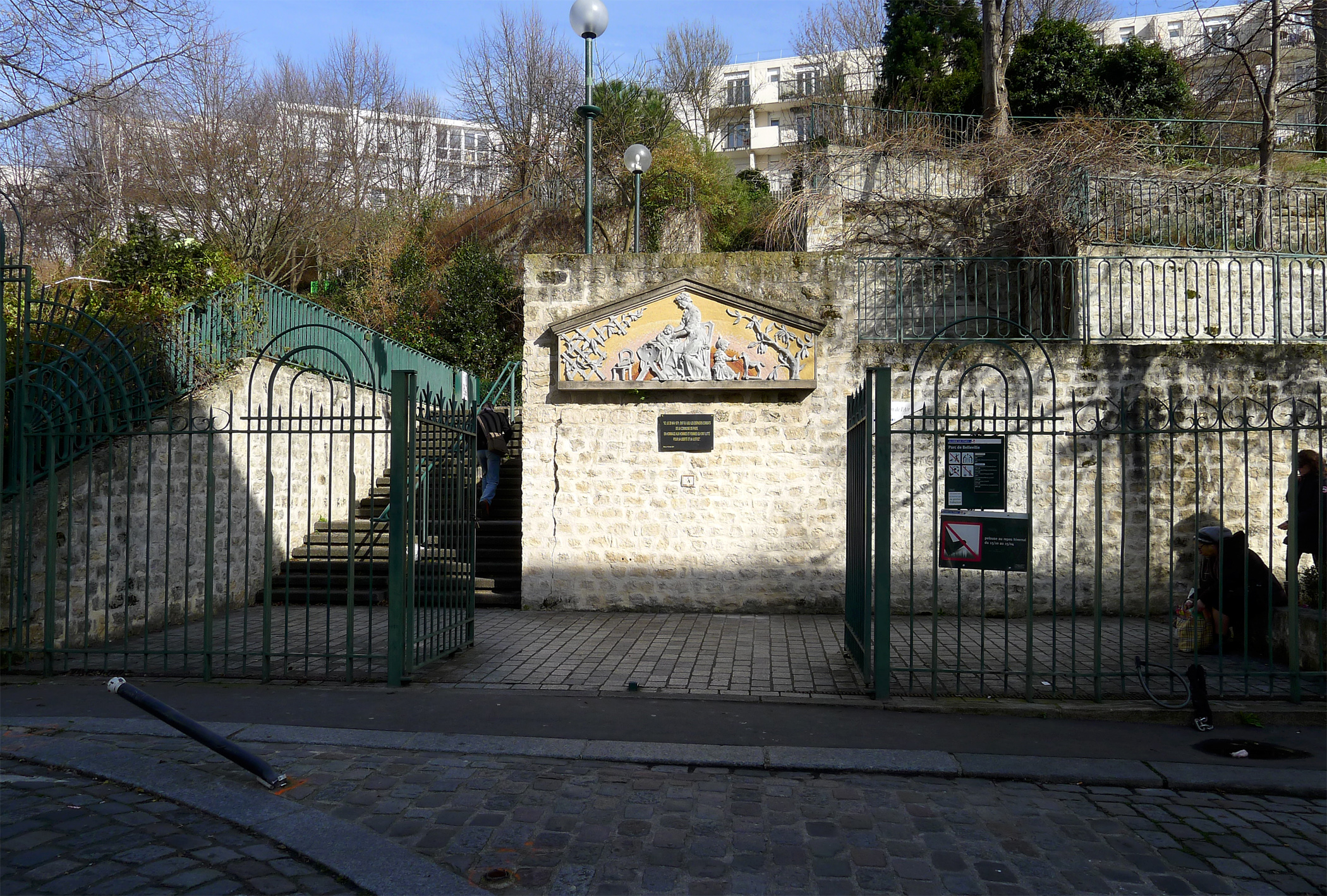
Entrée du parc.
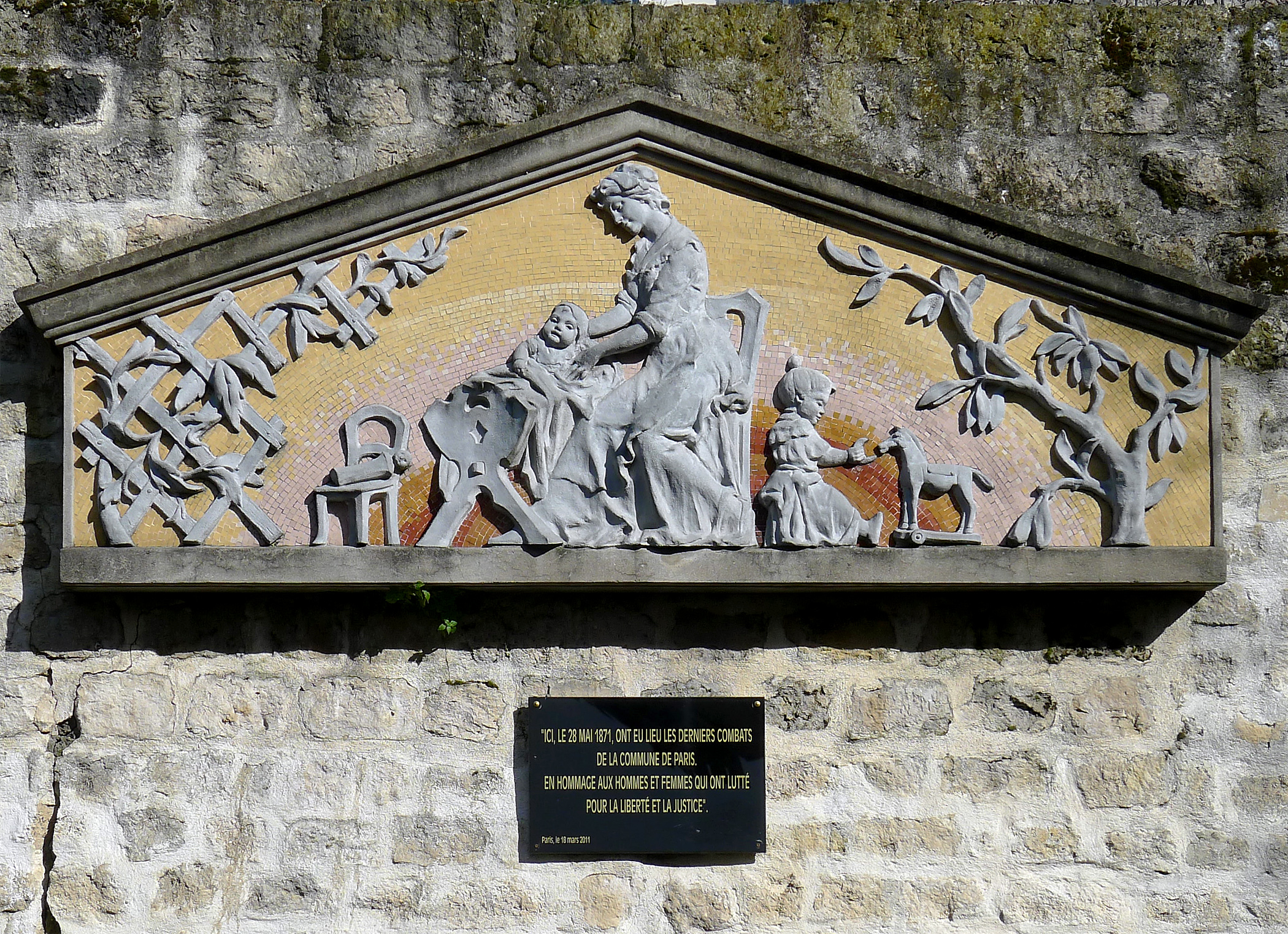
Bas-relief et plaque commémorative.

La rue Jouye-Rouve est desservie par les lignes 2 et 11 à la station Belleville et 11 à la station Pyrénées.

## Origine du nom
La rue tire son nom de celui d'un ancien  propriétaire local, Jouye-Rouve agent-voyer de l'ancienne commune de Belleville, dans laquelle se trouvait alors la rue, avant le rattachement à Paris .

## Historique
Classée dans la voirie parisienne par un arrêté du 1er septembre 1932, la partie de cette voie qui finissait en impasse au-delà de la rue Julien-Lacroix a été incorporée à la rue Ramponeau.

## Bâtiments remarquables et lieux de mémoire
- À sa jonction avec la rue de la Ferme-de-Savy se trouve une entrée du parc de Belleville, avec un bas-relief et une plaque commémorative des derniers combats de la Commune.

### Sources
- Bernard Stéphane, Dictionnaires des noms de rues, Paris, Édition Mengès, 1977, 786 p.  (ISBN 2-8562-0454-6).